# جهاز رئيسي

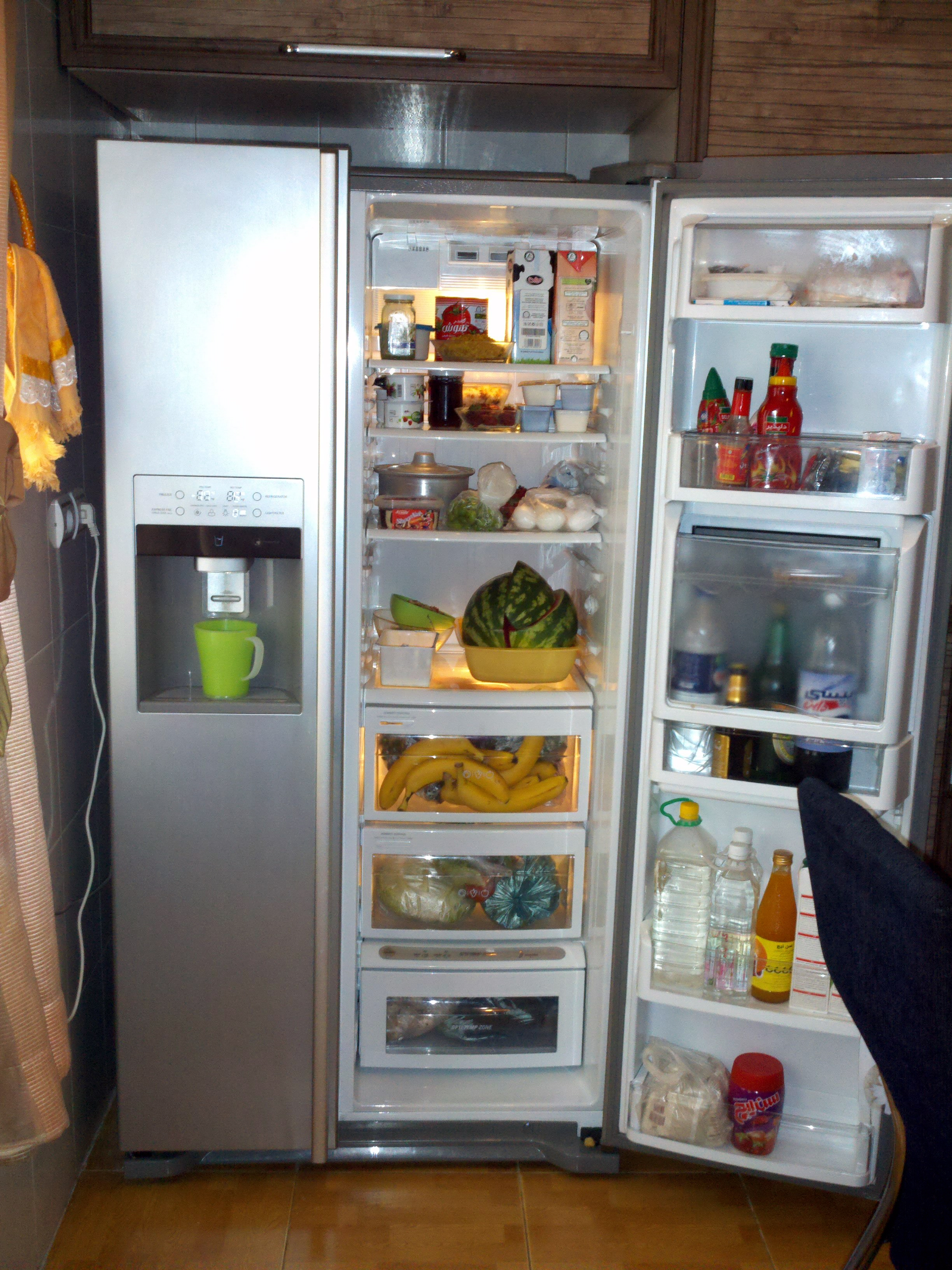
ثلاجتان بجانب بعضهما البعض.

الأجهزة المنزلية يمكن تعريفه بأنه جهاز كبير يُنجز بعض المهام المنزلية الروتينية التي تشمل على سبيل المثال: الطهو، أو حفظ الأغذية، سواء كان ذلك في المنزل، أو في ظل مؤسسة، أو تجارة، أو صناعةٍ ما. ويختلف الجهاز عن التركيبات الصحية؛ لأنه يستخدم مُدخلات الطاقة لتشغيله وليس الماء؛ فهو بصفةٍ عامة يستخدم الكهرباء أو الغاز الطبيعي/البروبان (propane). ويمكن اعتبار ما تديره الطاحونة المائية جهازًا أيضًا. ويستخدم مصطلح السلع البيضاء  أيضًا لوصف هذه السلع في البلاد التي تتحدث اللغة الإنجليزية البريطانية، وعلى الرغم من ذلك، فقد تتباين تعريفات مصطلح «السلع البيضاء». ففي الولايات المتحدة، يشير مصطلح السلع البيضاء بصورةٍ أكبر إلى البياضات أكثر من الأجهزة.
لقد أصبحت الأجهزة الرئيسية أكثر تعقيدًا من الناحية التقنية المسئولة عن التحكم، ويرجع ذلك إلى قواعد تصنيفات الطاقة المختلفة حول العالم. والتي أجبرت الأجهزة على أن تصبح أكثر كفاءةً واستعى ذلك اللجوء إلى وحدات تحكم أكثر دقةً للوفاء بمثل هذه المتطلبات.
وتختلف الأجهزة الرئيسية عن الأجهزة الصغيرة لأنها كبيرة، ويصعب تحريكها، كما أنها بصفة عامة تكون إلى حدٍ ما ثابتةً في مكانٍ واحد. ويمكن اعتبارها بمثابة أثاث ثابت وجزءًا من العقارات، ولذلك فإنه غالبًا ما يتم توفيرها للمستأجرين كجزءٍ من العقارات المستَأجَرة غير المفروشة. وتمتلك الأجهزة الرئيسية خاصية أخرى دائمة وهي أنها تتطلب كميةً كبيرةً من الكهرباء، الأمر الذي يجعلها في حاجةٍ إلى الأسلاك الكهربائية الخاصة لتستطيع توفير تيار كهربي و/أو جهد كهربائي أكبر مما تستطيع المخارج الكهربية العادية توصيله. ويحدد هذا أماكن وضعها في المنزل.

## العلامات التجارية

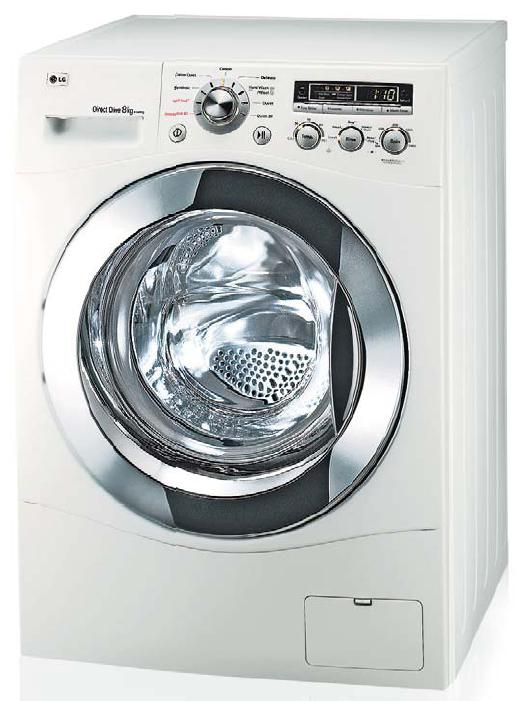
الغسالة الأوتوماتيكية التي تعبأ من الأمام.

وتتضمن العلامات التجارية الخاصة بالأجهزة الرئيسية شركات مثل إلكترولوكس، وفرجدير، ودايسون، وشركة الكهرباء العامة، وسيمنز، وبوش، وهيتاشي، وتوشيبا، وGorenje، وفوجيتسو، وهاير، ودردور، وميديا، وجنرال إلكتريك، وزانوسي، وهوتبوينت، وكاندي، وMabe Mexico، وInglis، وKenmore، ووايت ويستنغ-هاوس، وإنديسيت، وFagor، وسامسونج، وبيكو، وبلومبيرغ، ومجموعة إل جي، وفستيل، وFulgor. ويتحكم عدد صغير من الموزعين في مجموعاتٍ من هذه العلامات التجارية.

## الأنواع

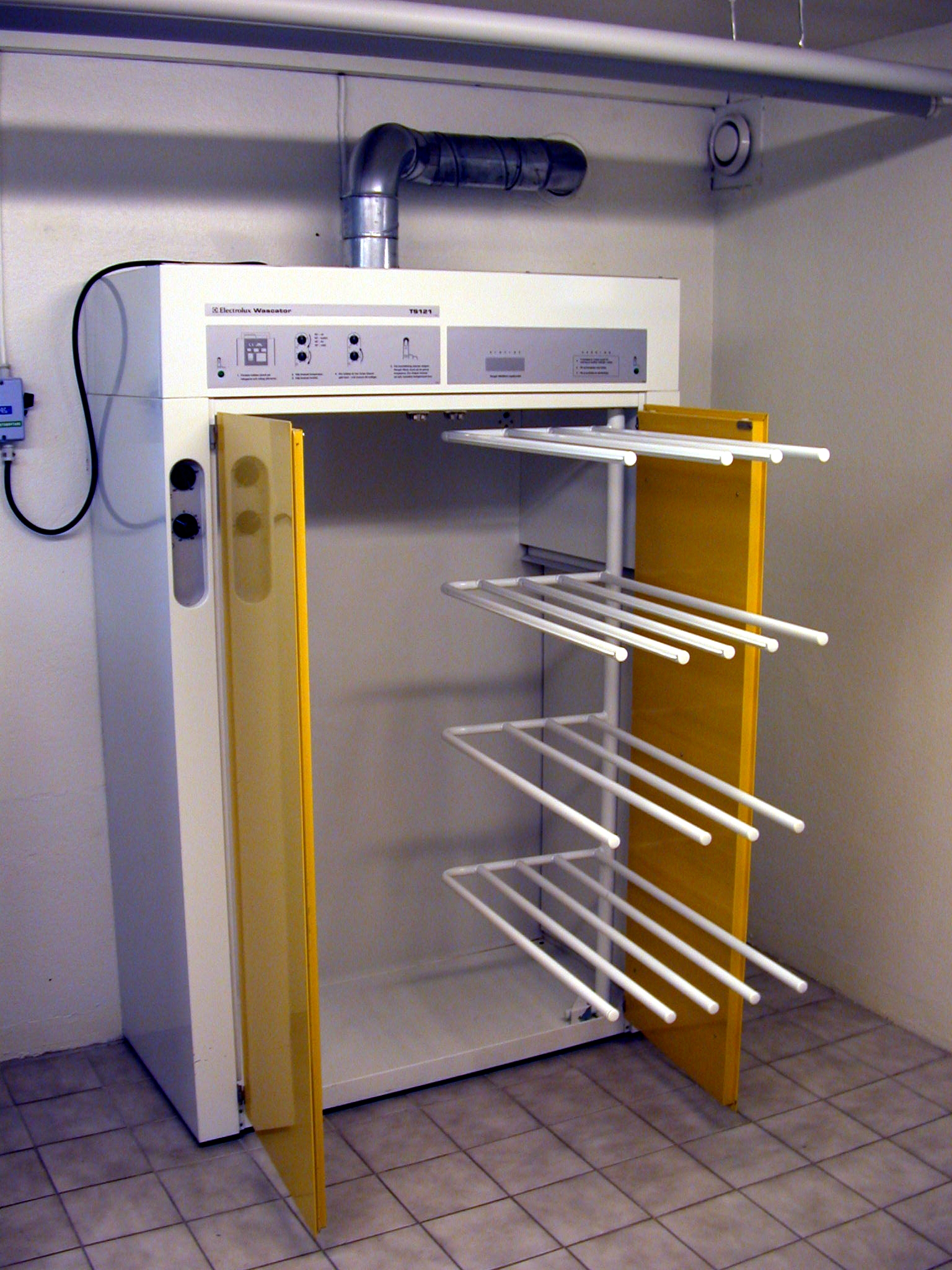
مقصورة تجفيف.

ويمكن تقسيم الأجهزة الرئيسية تقريبًا كالتالي:[بحاجة لمصدر]
- معدات التبريد
  - المجمد
  - الثلاجة
- المواقد
  - وعاء الطبخ، يُعرف أيضًا بالفرن، أو الموقد، أو لوحة الطهى، أو كوكتوب (cooktop)
  - المايكروويف
- معدات الغسيل
  - الغسالة الأوتوماتيكية
  - مجفف الملابس
  - مقصورة التجفيف
  - غسالة الأطباق
- متنوعات
  - مكيف الهواء
  - سخان الماء
  - الكمبيوتر
  - التلفاز